# Durf Tienen
Durf Tienen is een lokale partij in Tienen die in juni 2023 werd opgericht door Jonathan Holslag. Ze kwam voor de eerste keer op bij de gemeenteraadverkiezingen van 2024 en behaalde meteen 31% van de stemmen. De partij krijgt elders in Vlaanderen ook aandacht door de bekendheid van de oprichter-lijsttrekker en het succes van de partij.